# Olga Körner
Olga Körner, född Schubert 1887 i Rübenau i Erzgebirge, död 1969 i Dresden, var en tysk politiker (kommunist). Hon var ledamot i den tyska riksdagen 1930-33. 
Hon var chef för den kommunistiska motståndsrörelsen i Radeberg och Chemnitz 1933. Hon satt 1933-36 i fängelse i Waldheim. 1939-1945 satt hon i  Ravensbrück.  

## Biografi

### Tidiga år
Olga Schubert föddes i en arbetarfamilj i Rübenau (numera en del av Marienberg), en by vid den tyska gränsen till Böhmen, söder om Dresden. Från 1901 till 1903 arbetade hon som hushållerska. Mellan 1903 och 1909 arbetade hon inom blomster- och textilbranschen. 1907 flyttade hon till det som idag är Dresdens stadsdel Dobritz. Hon gifte sig med Theodor Körner året därpå. År 1920 hade hon även utbildat sig för arbete som sömmerska och kokerska.

### Politik
Den 8 mars 1911 gick hon med i det tyska socialdemokratiska partiet (SPD). Hon var också engagerad i att organisera strejker. Hon arbetade med att bygga upp den proletära kvinnorörelsen i Dresden och i Sachsen i vidare bemärkelse: och i början av 1918 deltog hon också i den sachsiska ammunitionsarbetarstrejken. SPD-ledningens beslut 1914 att stödja finansieringen av kriget hade inte fått allmänt stöd inom partiet och blev alltmer omstritt i takt med att slakten vid fronten och misären på hemmaplan ökade. År 1917 splittrades partiet, främst på grund av frågan om stöd till kriget, och Körner gick över till en utbrytarfraktion som blev känd som Tysklands oberoende socialdemokratiska parti USPD (Unabhängige Sozialdemokratische Partei Deutschlands). När USPD självt splittrades tre år senare ingick hon i den majoritet som utgjorde det nybildade tyska kommunistpartiet. Inom partiet var hon medlem av regiongruppen i Dresden-Leuben. Hon var också engagerad i partiets välfärdsverksamhet, Röda hjälpen ("Rote Hilfe"), "Röda kvinno- och flickförbundet" ("Rote Frauen- und Mädchenbund") och en arbetaridrottsförening. År 1921 blev hon medlem av partiets regionala ledningsgrupp ("Bezirksleitung") för Östsachsen. År 1929 blev hon ledamot av Dresdens stadsfullmäktige.
Hon valdes 1930 till kommunistpartistisk ledamot av delstatsparlamentet ("Landtag") i Sachsen 1930. Samma år, i det nationella valet i september 1930, valdes hon in i det nationella parlamentet Riksdagen ("Reichstag") för valkretsen Dresden-Bautzen. I parlamentet var hon ledamot av utskottet för social- och hälsovårdsfrågor. 

### Nazityskland
I början av 1933 deltog Körner i en kurs vid den "Nationella Rosa Luxemburg-partiakademin". I januari 1933 förändrades dock bakgrunden dramatiskt när nazisterna tog makten och omvandlade Tyskland till en enpartidiktatur. Inom loppet av ett par månader blev politisk verksamhet (utom till stöd för nazistpartiet) olaglig. I april 1933 flydde Olga Körner till Tjeckoslovakien, men i juli återvände hon till Tyskland. Hon blev nu ledare för en (per definition olaglig) motståndsgrupp i Radeberg och sedan i Chemnitz där hon den 23 augusti 1933 arresterades. I mars 1934 dömde högsta domstolen i Dresden henne till två års fängelse, som hon tillbringade fängelset Waldheim. Efter frigivningen i september 1935 förblev hon under noggrann övervakning av polisen fram till 1939, då kriget återupptogs. I november 1939 arresterades Olga Körner på nytt.
Hon tillbringade de följande fem och ett halvt åren internerad i koncentrationslägret Ravensbrück, norr om Berlin. År 1943 fick hon veta att hennes man och son var döda. På påsken 1945 anlände hon till fots till Dresden tillsammans med två tidigare fångar och kamrater från motståndstiden, Else Eisold och Liesel Grabs.

### Sovjetisk ockupationszon / Tyska demokratiska republiken
I Dresden, där kommunistisk verksamhet inte längre var förbjuden, blev hon kvinnosekreterare för partiets distrikt Dresden och sekreterare i den regionala ledningsgruppen för Sachsen. 1946 tog hon över sekretariatet för arbete och socialpolitik för Sachsen i Tysklands socialistiska enhetsparti SED (Sozialistische Einheitspartei) bildades i april 1946 genom en omstridd sammanslagning, i denna del av Tyskland, mellan kommunistpartiet och det mer moderat vänsterinriktade SPD. Hela den centrala delen av det som varit Tyskland hade sedan maj 1945 administrerats som sovjetisk ockupationszon, och SED var på väg att bli en ny enpartidiktatur, som formellt lanserades i oktober 1949 som den sovjetstödda Tyska demokratiska republiken ("Östtyskland"). Mellan 1946 och 1950 hade Körner också en plats i partistyrelsen ("Partei Vorstand"), och fram till 1952, då den avskaffades som en del av en mer omfattande administrativ omstrukturering, satt hon som ledamot i det regionala parlamentet ("Sächsischer Landtag") och i den kortlivade "Länderkammer".
År 1955 drabbades hon av en hälsokris, med nervös utmattning som verkar ha varit en följd av överarbete. Hon arbetade fortfarande intensivt, inklusive en hel del resor i samband med konsultarbete, när hon var 70 år.
Olga Körner var en av de framstående fångarna i koncentrationslägret Ravensbrück som offentligt hedrades under befrielsefirandet vid DDR:s nationella minnesmärke Ravensbrück, liksom Jevgenia Klemm, Antonina Nikiforova, Mela Ernst, Rosa Jochmann, Katja Niederkirchner, Rosa Thälmann, Olga Benário Prestes, Martha Desrumaux, Minna Villain och Maria Grollmuß.
Hon dog den 22 december 1969 vid 82 års ålder. Efter hennes död uppkallades en gymnasieskola i Dresden efter henne 1974, och hennes bronsbuste avtäcktes 1978 framför ett äldreboende i Dresden-Zschertnitz.